# Erysimum comatum
Erysimum comatum là một loài thực vật có hoa trong họ Cải. Loài này được Pancic mô tả khoa học đầu tiên năm 1874.